# Литтфе
Литтфе (нем. Littfe) — река в Германии, протекает по земле Северный Рейн-Вестфалия, речной индекс 272146. Площадь бассейна реки составляет 37,627 км². Общая длина реки 12,7 км. Высота истока 551 м. Высота устья 273 м.

Литтфе впадает в Ферндорфбах на территории Кройцталя. Название района Литтфельд происходит как раз от названия этой реки. Русло реки полностью находится на территории Кройцталя. Литтфе берёт начало в районе Кройцталя Бургхольдингхаузен, течёт через районы Кромбах и Айхен и на территории района Кройцталь впадает в Ферндорфбах.
На всём протяжении течения реки в общей сложности находятся 33 плотины и одна гидроэлектростанция, которая в настоящее время не используется. На реке также имеются рыбопропускные сооружения, обеспечивающие миграцию рыб. Городские власти Кройцталя предпринимают активные действия для возвращения реке её естественного облика.